# Nienna qinghaiensis
Nienna qinghaiensis är en urinsektsart som beskrevs av Bu och Yin 2008. Nienna qinghaiensis ingår i släktet Nienna och familjen lönntrevfotingar. Inga underarter finns listade i Catalogue of Life.